# Liva Stege
Liva Stege (* 2002 in Hamburg) ist eine deutsche Schauspielerin.

## Biografie
Liva Stege besuchte in Hamburger das Gymnasium Hoheluft. Ihre erste Rolle war die der kleinen Anna-Maria in der Miniserie Alle Jahre wieder (2013), die den Weihnachtsabend der Familie Sommer in den Jahren 1977 bis 2010 beleuchtete. 2016 wirkte sie in einer Folge der Jugendserie Die Pfefferkörner mit, wo sie die Schülerin Joelle spielte, die Ärger wegen eines Pelzkragens an ihrer neuen Jacke bekam. Im selben Jahr spielte Stege die Rolle der Lisa Harms, eines Mädchens, das in die Fänge einer Mädchenhändlerorganisation geraten ist, in den ersten beiden Folgen der Serie Solo für Weiss, in der Anna Maria Mühe die Zielfahnderin Nora Weiss verkörpert.
Liva Stege spielt Schlagzeug und Trompete. Neben Fußball widmet sie sich auch der Leichtathletik.
Stege lebt in Hamburg.

## Filmografie
- 2013: Alle Jahre wieder (Miniserie, Folge 1.4)
- 2016: Die Pfefferkörner (Jugendserie, Staffel 13, Epis. 12 Gewissensfragen)
- 2016: Solo für Weiss – Das verschwundene Mädchen
- 2016: Solo für Weiss – Die Wahrheit hat viele Gesichter
- 2019: Notruf Hafenkante (Fernsehserie, Folge Ich heiße Maja)

## Theater
- 2015: Ein Stück Freundschaft ≈ im Theater Zeppelin Hamburg[5]
- 2019: Verweile Doch e.V.[6]